# 江島清
江島 清（えしま きよし、1949年8月20日 - ）は、日本の実業家、工学博士。創薬ベンチャーのDelta-Fly Pharma株式会社創業者・代表取締役社長。徳島大学産学官連携推進部客員教授。

## 人物・経歴
徳島県出身。徳島県立城南高等学校在学中化学に興味を持ち、名古屋工業大学卒業。東京工業大学大学院修士課程修了。ちょうどオイルショックの影響などから高度経済成長が終焉を迎え、就職難だったため、指導教官の勧めで地元徳島に戻り、1976年徳島の大塚グループ企業であった大鵬薬品工業に入社。1988年工学博士。2005年大鵬薬品工業取締役開発センター長。2007年大鵬薬品工業取締役徳島研究センター長。2010年徳島大学産学官連携推進部客員教授。同年Delta-Fly Pharmaを設立し、同社代表取締役社長に就任。抗がん剤の研究開発を進め、2018年には東京証券取引所マザーズ市場に上場を果たした。